# Pitagorejska trojica
Pitagoréjska trojica so v matematiki tri pozitivna cela števila a, b, c za katera velja a2 + b2 = c2. Ime izhaja iz Pitagorovega izreka, kjer vsak pravokotni trikotnik s celoštevilskimi dolžinami stranic da pitagorejsko trojico. Takšen trikotnik je pitagorejski trikotnik. Velja tudi obratno: vsaka pitagorejska trojica določa pravokotni trikotnik z danimi dolžinami stranic.
Na primer:
```
              
a
          
b
          
c

              
3          4          5

             
 5         12         13

              6          8         10
              
7         24         25

             
 8         15         17

              9         12         15
              
9         40         41
```

Če je (a,b,c) pitagorejska trojica, je tudi (da,db,dc) za poljubno celo število d. Za pitagorejsko trojico rečemo, da je primitivna, če a, b in c nimajo skupnega delitelja. Trikotniki, ki jih opisujejo neprimitivne pitagorejske trojice so vedno sorazmerni trikotniku, ki jih določa manjša primitivna trojica.
Če sta m > n pozitivni celi števili, potem je:
a = m2 − n2,
b = 2mn,
c = m2 + n2
pitagorejska trojica. Je primitivna samo in samo, če m in n nimata skupnega delitelja in je eden od njiju sod. Če sta n in m oba liha, potem bodo a, b in c sodi in pitagorejska trojica ne bo primitivna. Na ta način ne moremo tvoriti vsako pitagorejsko trojico. Vsaka primitivna trojica (pri spremembi a in b) pa nastane iz edinega para števil m > n brez skupnega delitelja. To kaže, da obstaja neskončno mnogo primitivnh pitagorejskih trojic.
Za raziskovanje pitagorejskih trojic spremenimo izvirno enačbo v obliko:
a2 = (c − b)(c + b)
Velja omeniti, da obstaja več kot ena primitivna pitagorejska trojica z istim najnižjim celim številom. Prvi primer je za 20, ki je najmanjše celo število dveh primitivnih trojic: 20 21 29 in 20 99 101.
Število 1.229.779.565.176.982.820 je najnižje celo število v natanko 15.386 primitivnih trojicah. Najmanjši in največji trojici, katerih del je, sta:
1.229.779.565.176.982.820

1.230.126.649.417.435.981

1.739.416.382.736.996.181

in
1.229.779.565.176.982.820

378.089.444.731.722.233.953.867.379.643.788.099

378.089.444.731.722.233.953.867.379.643.788.101.
Kot zanimivost preučimo faktorizacijo števila 1.229.779.565.176.982.820 = 
22 · 3 · 5 · 7 · 11 · 13 · 17 · 19 · 23 · 29 · 31 · 37 · 41 · 43 · 47. Število prafaktorjev je v zvezi z velikim številom primitivnih pitagorejskih trojic. Opazimo, da so večja cela števila, ki so najmanjša cela števila v še večjem številu primitivnih pitagorejskih trojic.
Fermatov veliki izrek določa, da netrivialna trojica, podobna pitagorejski z eksponentom večjim od 2 ne obstaja.

## Evklidova formula
Evklidova formula je osnovna formula za izračun pitagorejskih trojic pri poljubnem paru celih števil m in n, pri čemer velja m > n > 0.  Formula pravi, da cela števila
{\displaystyle a=m^{2}-n^{2},\ \,b=2mn,\ \,c=m^{2}+n^{2}}
tvorijo pitagorejsko trojico. Na primer celi števili
{\displaystyle m=2,\ \,n=1}
data primitivno trojico (3, 4, 5):
{\displaystyle a=2^{2}-1^{2}=3,\ \,b=2\times 2\times 1=4,\ \,c=2^{2}+1^{2}=5.}